# Petrus (Uppsala)
Petrus († 18. September 1197) ist der Name des dritten Erzbischofs in Alt-Uppsala.
Von Erzbischof Petrus ist kaum etwas bekannt. Er erhielt sein Pallium von Papst Clemens III. und wurde in Lund von Erzbischof Absalon, dem Primas der dänisch-schwedischen Kirche, geweiht. Ein undatiertes Schreiben des Erzbischofs aus dessen Amtszeit gibt einige Aufschlüsse über die kirchlichen Verhältnisse. Darin schenkte er den Kanonikern der Domkirche den Bischofszehnten von „Beling“ (heute Bälinge) und „Waxalle“ (heute Vaksala) und weiteres mehr, um das Mönchsleben an der Metropolitankirche zu stärken. Dies ist die erste sichere Quelle dafür, dass dort ein Domkapitel aus Mönchen bestand. In dem Brief ist auch von dem neubekehrten Hälsingland die Rede. Damals umfasste Hälsingland auch das heutige Medelpad, Ångermanland und den Südteil von Västerbotten. Der Zehnte wurde noch in Naturalien geleistet, denn im Brief schenkt er dem Domkapitel von dem Zehnten, den er auf seiner Visitationsreise nach Hälsingland entgegengenommen hatte, 100 Alnar Leinen.
Nach dem Tode von König Knut Eriksson 1196, dem er wohl nahegestanden hatte, kam Sverker der Jüngere auf den Thron. Dieser war mit dem dänischen Königshaus verwandt und in Dänemark aufgewachsen. Damit erhielt der dänische Erzbischof Absalon die Möglichkeit, sich nun stärker in die Verhältnisse der schwedischen Kirche einzumischen. Das führte zu einem Konflikt zwischen Lund und Uppsala. Erzbischof Absalon beklagte sich beim Papst darüber, dass die schwedische Kirche seine Stellung als Primas ignoriere und der schwedische Episkopat nicht zu den von ihm einberufenen Synoden erscheine. In dieser Zeit wurden drei Bistümer in Schweden vakant. Für alle drei Bischofsstühle wurden Bischöfe gewählt, die nicht einer gesetzlichen Ehe entstammten, denn sie waren zweifelsfrei Söhne von Priestern. Die Priesterehe war in Schweden damals noch üblich, und es scheint regelrechte Priestergeschlechter gegeben zu haben. Erzbischof Absalon untersagte dem Erzbischof Petrus, diese Wahlen zu bestätigen und die gewählten zu weihen. Doch Petrus weihte zwei von ihnen. Da suspendierte Absalon diese beiden und verbot die Weihe des Dritten abermals und brachte diese Angelegenheit vor den Papst, der als Reformer besonderen Wert auf den Zölibat legte. Das führte in Schweden zu großem Unmut. Erzbischof Petrus erlebte die Beilegung des Streites nicht mehr. Die päpstliche Entscheidung erging dann an seinen Nachfolger Olov Lambatunga.
Er starb am 18. September 1197 und wurde in der Domkirche von Alt-Uppsala begraben.